# Marco Berger
Marco Berger (ur. 8 grudnia 1977 w Buenos Aires) – argentyński reżyser, scenarzysta, montażysta i producent filmowy.

## Życiorys
Studiował na Universidad del Cine w Buenos Aires. W 2007 zadebiutował jako reżyser krótkometrażowymi filmami Una última voluntad i El reloj. Jego pierwszym pełnometrażowym filmem był Plan B (2009), który prezentowany był na wielu filmowych festiwalach m.in. w Buenos Aires, Rzymie i Londynie.

## Życie prywatne
Jest zdeklarowanym gejem.

## Filmografia

### Reżyser
- 2009: Plan B
- 2011: Nieobecny (Ausente)
- 2013: Hawaii
- 2015: Motyl (Mariposa)
- 2016: Taekwondo
- 2019: Blondyn (Un rubio)
- 2020: Łowca (El cazador)
- 2022: Horseplay (Los agitadores)